# Protus
Protus is een geslacht van hooiwagens uit de familie Cosmetidae.
De wetenschappelijke naam Protus is voor het eerst geldig gepubliceerd door Simon in 1879. 

## Soorten
Protus omvat de volgende 2 soorten:
- Protus insolens
- Protus ornatus